# Bredbandskollen
Bredbandskollen är ett kostnadsfritt konsumentverktyg på internet som hjälper bredbandskunder att utvärdera sin bredbandsuppkoppling. Med hjälp av verktyget kan konsumenten få ett mätvärde och en rekommendation hur väl detta mätvärde stämmer överens med den förväntade kapaciteten på internetanslutningen.
År 2010 gjordes 40 000 mätningar varje dygn, en siffra som stigit till 100 000 mätningar per dygn 2017.

## Historia
Bredbandskollen lanserades 24 oktober 2007 och har utvecklats av Internetstiftelsen i samarbete med Post- och telestyrelsen och Konsumentverket, men drivs idag i egen regi av Internetstiftelsen. Det är en vidareutveckling av programvaran TPTEST i form av en webbtjänst. Den 5 mars 2008 figurerade Bredbandskollen i TV-programmet Plus, vilket fick tjänsten att gå ner på grund av trafikökningen. Det resulterade i nya serverinköp.
I oktober 2010 lanserades Bredbandskollen 2.0 med uppdaterat gränssnitt och nya funktioner för att jämföra och förbättra uppmätt hastighet.
Sedan 2008 finns Bredbandskollen även som app för Iphone, för Ipad från 2010 och sedan 2011 för Android.
Sedan 2017 kan man köra mätningar utan Adobe Flash Player på alla moderna webbläsare. Mätningarna görs då i stället via HTML5/websockets.